# =LOVE (曲)
「=LOVE」（イコールラブ）は、日本の女性アイドルグループ・=LOVEの楽曲。作詞は指原莉乃、作曲は渡辺尚が担当した。2017年9月6日に=LOVEのデビューシングルとしてソニー・ミュージックレーベルズ（SACRA MUSIC）から発売された。楽曲のセンターポジションは髙松瞳が務めた。

## 概要
初回仕様限定盤のType-A・Type-B（CD+DVD）通常盤であるType-C（CDのみ）の3形態でのリリース。Type-Cは、イベント応募サイト「forTUNE music」限定で個別握手会参加券が付属されるが、Type-C自体は一般流通もされている。
メジャーデビューは、2017年8月5日に=LOVEが参加した「TOKYO IDOL FESTIVAL2017」で発表された。
Type-BとType-Cに収録されている「スタート!」の振付は、HKT48の本村碧唯が担当した。本村が振付を担当するのは初である。

## 楽曲解説
=LOVE
疾走感のあるさわやかな王道アイドルソング。作詞の指原によると、一見恋愛の曲に見えるが、ファンが好きなアイドルや推しを見つけた時を描いた曲であり、=LOVEがそんなアイドルグループになると良いという思いを込めているという。
ミュージックビデオは、茨城県日立市の太田尻海岸で撮影。ドローンでの撮影が行われている。=LOVEなどの振付を練習したレッスン合宿の映像も差し込まれているが、冒頭に流れる叱責の映像が使われることはメンバーには知らされていなかった。
記憶のどこかで
センターは、諸橋沙夏と野口衣織。
作詞の指原によると、コンセプトはちょっとダサい感じ。歌謡曲のような歌詞とメロディが特徴となっているという。
スタート!
作詞の指原によると、元気なイメージで、コンサートで盛り上がる曲。アイドルになって変わっていく自分がテーマの歌詞になっているという。

## シングル収録トラック

### Type-A
| #         | タイトル                        | 作詞      | 作曲      | 編曲      | 時間  |
| --------- | ------------------------------- | --------- | --------- | --------- | ----- |
| 1.        | 「=LOVE」                       | 指原莉乃  | 渡辺尚    | 古川貴浩  | 4:07  |
| 2.        | 「記憶のどこかで」              | 指原莉乃  | 中村望    | 福田貴史  | 4:21  |
| 3.        | 「=LOVE instrumental」          |           | 渡辺尚    | 古川貴浩  | 4:07  |
| 4.        | 「記憶のどこかで instrumental」 |           | 中村望    | 福田貴史  | 4:21  |
| 合計時間: | 合計時間:                       | 合計時間: | 合計時間: | 合計時間: | 16:56 |

| #         | タイトル              | 作詞      | 作曲・編曲 | 監督     | 時間 |
| --------- | --------------------- | --------- | ---------- | -------- | ---- |
| 1.        | 「=LOVE Music Video」 |           |            | 土屋隆俊 | 5:11 |
| 合計時間: | 合計時間:             | 合計時間: | 5:11       |          |      |

### Type-B
| #         | タイトル                   | 作詞      | 作曲            | 編曲      | 時間  |
| --------- | -------------------------- | --------- | --------------- | --------- | ----- |
| 1.        | 「=LOVE」                  | 指原莉乃  | 渡辺尚          | 古川貴浩  | 4:07  |
| 2.        | 「スタート!」              | 指原莉乃  | 田靡達也 名雪亘 | 前口渉    | 4:51  |
| 3.        | 「=LOVE instrumental」     |           | 渡辺尚          | 古川貴浩  | 4:07  |
| 4.        | 「スタート! instrumental」 |           | 田靡達也 名雪亘 | 前口渉    | 4:46  |
| 合計時間: | 合計時間:                  | 合計時間: | 合計時間:       | 合計時間: | 17:51 |

| #         | タイトル                 | 作詞      | 作曲・編曲 | 監督 | 時間  |
| --------- | ------------------------ | --------- | ---------- | ---- | ----- |
| 1.        | 「=LOVE メイキング映像」 |           |            |      | 23:37 |
| 合計時間: | 合計時間:                | 合計時間: | 23:37      |      |       |

### Type-C（通常盤）
| #         | タイトル                        | 作詞      | 作曲            | 編曲      | 時間  |
| --------- | ------------------------------- | --------- | --------------- | --------- | ----- |
| 1.        | 「=LOVE」                       | 指原莉乃  | 渡辺尚          | 古川貴浩  | 4:07  |
| 2.        | 「記憶のどこかで」              | 指原莉乃  | 中村望          | 福田貴史  | 4:21  |
| 3.        | 「スタート!」                   | 指原莉乃  | 田靡達也 名雪亘 | 前口渉    | 4:51  |
| 4.        | 「=LOVE instrumental」          |           | 渡辺尚          | 古川貴浩  | 4:07  |
| 5.        | 「記憶のどこかで instrumental」 |           | 中村望          | 福田貴史  | 4:21  |
| 6.        | 「スタート! instrumental」      |           | 田靡達也 名雪亘 | 前口渉    | 4:46  |
| 合計時間: | 合計時間:                       | 合計時間: | 合計時間:       | 合計時間: | 26:33 |